# 飯田蛇笏
飯田 蛇笏（いいだ だこつ、1885年〈明治18年〉4月26日 - 1962年〈昭和37年〉10月3日）は、山梨県出身の日本の俳人。本名、飯田武治（いいだ たけはる）。別号に山廬（さんろ）。高浜虚子に師事、山梨の山村で暮らしつつ格調の高い句を作り、村上鬼城などとともに大正時代における「ホトトギス」隆盛期の代表作家として活躍した。俳誌「雲母」を主宰。四男の飯田龍太も俳人であり、飯田家を継ぎ蛇笏の没後に「雲母」主催を継承した。句集に『山廬集』(1932年)、『椿花集』(1966年)、ほかに随筆集なども多数。

## 経歴

### 出生から中学時代
山梨県東八代郡五成村（のち境川村、現笛吹市境川町小黒坂）に生まれる。飯田家は名字帯刀を許された旧家で、大地主である。父は宇作、母はまきじ。蛇笏は8人兄弟（四男四女）の長男。元富国生命社長の森武臣（孫の牧子は衆議院議員山口壮の妻）は実弟にあたる。飯田家は母屋の背後に狐川が流れ、さらにその背後には「後山」と呼ばれる山腹が続く。蛇笏は飯田家を「山盧（さんろ）」と称した。
1890年（明治23年）には清澄尋常小学校（後の境川小学校）へ入学する。山梨県では当時、江戸期以来の宗匠が俳壇を形成し影響力を残しており、現在の笛吹市境川町一帯でも俳諧が盛んであった。蛇笏も幼少期から旧来の月並俳句に親み、この時期の句に「もつ花に落つる涙や墓まゐり」がある。1900年（明治30年）には東京において正岡子規が『ホトトギス』紙上で俳句革新を開始すると、山梨県でも河東碧梧桐に師事した堀内柳南や神奈桃村ら新興俳人が出現した。
1898年（明治31年）には山梨県尋常中学校（山梨県立甲府中学校、現在の山梨県立甲府第一高等学校）に入学しスポーツに取り組むが、やがて文学の世界に傾倒し森鷗外訳の『即興詩人』や、松尾芭蕉、正岡子規の日本派俳句に親しむ。1903年（明治33年）に4年生で中途退学し上京、東京府小石川区原町の京北中学校（京北高等学校）5年に転入する。同窓には詩人の森川葵村や日夏耿之介がおり、交流を深めた。また、同校の「校友会雑誌」にも文章を投稿している。

### 早稲田大学時代

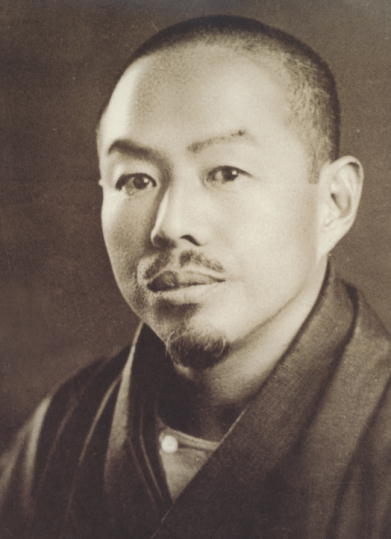
若山牧水

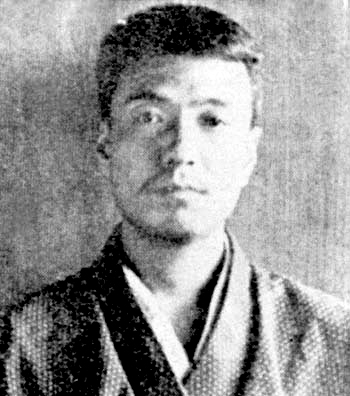
高浜虚子

1905年（明治38年）早稲田大学英文科に入学する。早稲田大学では高田蝶衣らの早稲田吟社の句会に参加し、同じ東京牛込の下宿「霞北館」の若山牧水らとも親交を深める。蝶衣が中退すると、蛇笏が早稲田吟社の中心となる。蛇笏は『文庫』や『新聲』に小説「ぬれ手紙」や新体詩を投稿し、『国民俳壇』へ投句も行う。この年に高浜虚子の主宰する『ホトトギス』に「飯田蛇骨」「白蛇玄骨」の俳号で初めて俳句が掲載される。
1908年（明治41年）8月には大学の夏季休暇を使い、虚子が河東碧梧桐らの「俳三昧」に対抗して結成した俳句鍛錬会「俳諧散心」に最年少で参加した。俳諧散心の最終日に虚子は俳壇を退いて小説に専念することを宣言したため、蛇笏は『ホトトギス』への投句も中止し、1909年（明治42年）に家から帰郷の命を受け学業を断念し、早大を中退し帰郷する。

### 帰郷から『雲母』創刊
その後は家業の農業や養蚕に従事する一方で、松根東洋城選の『国民俳壇』への投句を始める。東洋城は1908年10月から虚子に代わり『国民俳壇』の選者になっていた。また、蛇笏は若山牧水が創刊した『創作』にも投句を行い、1910年（明治43年）9月には牧水が蛇笏宅を訪問し、再度の上京を勧めた。同年には祖母の那美が死去する。
1911年（明治44年）11月には東山梨郡七里村（甲州市塩山上於曽）の矢澤覚の長女・菊乃と結婚する。1912年（明治45年/大正元年）には長男の聡一郎、1914年（大正3年）1月には次男の數馬、1917年（大正6年）7月には三男の麗三、1920年（大正9年）7月には四男の龍太、1923年（大正12年）には五男の五夫が生まれる。
山梨県の俳壇では1911年（明治44年）に荻原井泉水が『層雲』を創刊し、碧梧桐の影響で新傾向俳句へ転向した秋山秋紅蓼らを迎合した。さらに翌1912年には堀内柳南らと井泉水や碧梧桐が甲府に招かれ、新傾向俳句が興隆した。蛇笏は同年10月に現在の甲府市中央に所在する瑞泉寺において初めて碧梧桐と会っている。蛇笏は伝統的俳句の立場から新傾向俳句を批判し、『山梨毎日新聞』紙上において「俳諧我観」を連載、自然風土に根ざした俳句を提唱した。
1912年（大正2年）7月には虚子が『ホトトギス』雑欄に復帰したことを知ると、蛇笏も『ホトトギス』への投句を再開する。1914年（大正4年）には『ホトトギス』巻頭3回、翌年には巻頭5回を獲得し、名実ともに同誌の代表作家となる。
1915年（大正5年）創刊されたばかりの愛知県発行の俳誌『キラヽ』の選者を頼まれ、2号より選者を担当。1917年（大正7年）より主宰となり誌名を『雲母』に改称。発行所も1925年（大正14年）に甲府市に移した。

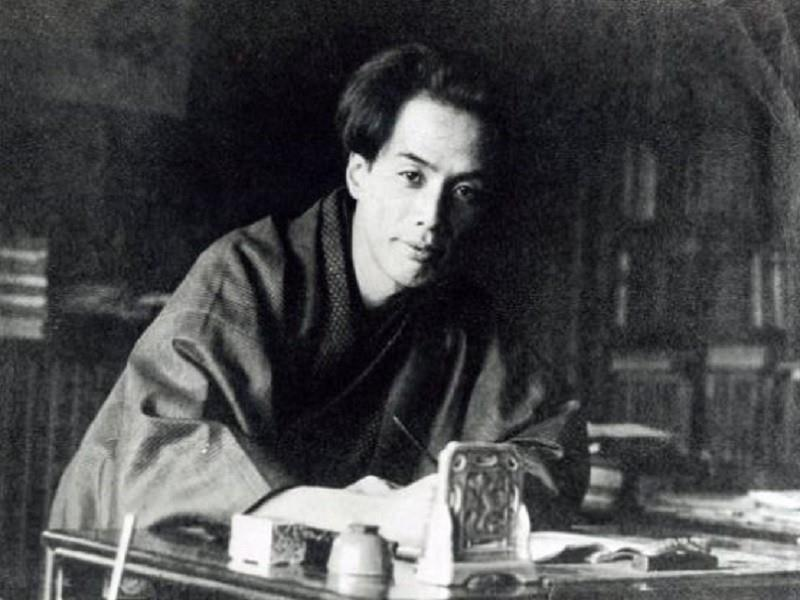
芥川龍之介

1917年（大正6年）6月には高浜虚子が『国民新聞』の依頼で山梨県の増富温泉を取材しており、蛇笏は虚子を案内している。1918年8月には、小説家の芥川龍之介が「我鬼」の俳号で『ホトトギス』に投句した句を蛇笏は芥川の句と知らずに称揚した。芥川は1927年7月に自殺し蛇笏と直接対面する機会はなかったが、芥川は蛇笏の作品に影響を受けた句を残しており、両者は書簡による交流は行っており、芥川死去の際に蛇笏は『雲母』9月号に芥川を追悼する句を発表している。
1926年（大正15年）9月には『雲母』経理部を山梨県中巨摩郡大鎌田村（現在の甲府市高室町）の高室呉龍宅に移転する。蛇笏は大正後年に古俳句・古俳人の研究を行い、中でも天保期に活躍した現在の甲府市東下条町出身の成島一斎（1843年 - 1908年）の存在に注目する。一斎は蛇笏祖父の義弟にあたり、蛇笏は『雲母』に一斎に関する研究を発表し、同年11月には一斎の子息・宥三の依頼により一斎の遺稿集『明丘舎句集』の編者となった。また、1927年（昭和2年）に西山梨郡朝井村（現在の甲府市東下条町）の善福寺境内に建てられた一斎の句碑「はなさいて冬になりしぞ茶のはたけ」の染筆を行った。
1929年（昭和2年）1月から11月には高室呉龍とともに関西方面を旅行する。1930年（昭和5年）4月には『雲母』発行所を境川村の蛇笏宅に移転する。1932年（昭和7年）処女句集『山廬集（さんろしゅう）』を出版する。1940年（昭和15年）春には、『雲母』俳人である小川鴻翔とともに朝鮮半島から中国北部にかけてを縦断旅行し、4月7日開催の京城俳句大会など大陸各地で俳句会や講演を開いた。1943年（昭和18年）1月には父の宇作が死去する。2月刊行の第4句集『白嶽』には朝鮮・中国旅行や、1941年（昭和16年）6月に死去した數馬の死の悲しみを詠んだ句が収められている。
戦時下には『雲母』は頁数を減らし、1945年（昭和20年）4月号を最後に休刊した。

### 戦後の活動
太平洋戦争では1944年12月に長男の聡一郎がレイテ島において戦死し、蛇笏は1947年（昭和22年）8月の戦没公報でこれを知る。また、三男の麗三も外蒙古において抑留され、1946年（昭和21年）5月に死去している。
戦後は1946年（昭和21年）に東京世田谷に居住する同郷の石原舟月宅に発行所をおいて『雲母』の刊行を再開する。さらに『雲母』会員との交流、各地での句会も再開し、故郷・境川村での俳句創作活動を続ける。『雲母』の編集には、舟月の子息・石原八束とともに、四男の龍太が助力した。
1950年（昭和25年）には『雲母』の発行所を「山盧」へ戻す。同年5月には石原舟月とともに北海道を旅行し、各地で句会を行い旅日記も記している。1951年（昭和26年）12月には第七句集『雪峡』を刊行した。1962年（昭和37年）、脳軟化症のため境川村の自宅で死去。享年77。遺作は同年10月の『雲母 第48巻10月号』掲載の5句。戒名は真観院俳道椿花蛇笏居士。
妻菊乃との間には5人の男児を儲けたが、次男は学業を終えた直後に病死、長男・三男も戦死し、四男の龍太が家督を継いだ。『雲母』の主宰も蛇笏の死後に龍太が継承し、1992年（平成4年）8月に通巻900号で終刊した。
1967年（昭和42年）に彼の功績を称え、角川書店が「蛇笏賞」を創設。毎年6月優れた句集に授与している。

## 人物
住所は山梨県東八代郡境川村。

## 家族・親族
飯田家
- 父・宇作[2][25]（1865年 - ?） - 東八代郡境川村・清水太左衛門の三男で1878年、先代武兵衛の養子となり1888年、家督を相続する[25]。公共の感念に厚い[25]。自治に貢献する[2]。
- 母・まきじ（1869年 - ?）[2]
- 妻・きくの（1891年 - ?、山梨、矢澤覚の長女）[2]
- 長男・聡一郎[2] （1912年 - 1944年）
- 二男・数馬[2] （1914年 - ?）
- 三男・麗三[2]（1917年 - 1946年）
- 四男・龍太[2]（1920年 - 2007年、俳人）
- 五男[2]

親戚
- 弟武臣の養父・森国造（衆議院議員、山梨県会議員、平等村長、甲府電力社長）

## 作品
代表句に

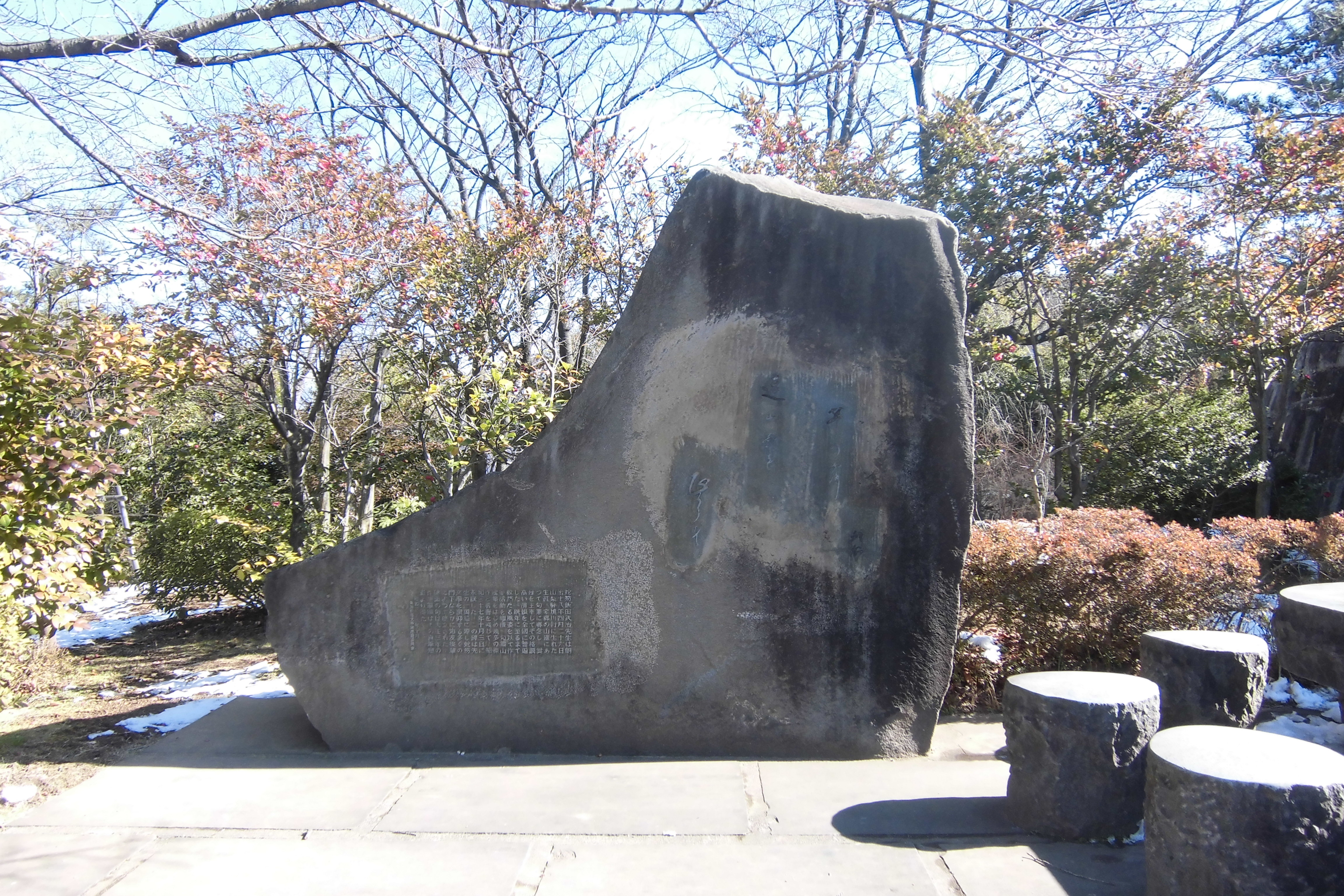
飯田蛇笏句碑「芋の露連山影を正しうす」

- 芋の露連山影を正しうす（1914年作、『山廬集』所収）
- 死病得て爪うつくしき火桶かな（1915年作、『山廬集』所収）
- たましひのたとへば秋のほたるかな（1927年作、『山廬集』所収）
- なきがらや秋風かよふ鼻の穴（1927年作、『山廬集』所収）
- をりとりてはらりとおもきすすきかな（1930年作、『山廬集』所収）
- くろがねの秋の風鈴鳴りにけり（1933年作、『霊芝』所収）
- 誰彼もあらず一天自尊の秋（晩年の句、『椿花集』所収）

など。近代俳句のなかにあって孤高とも言える格調の高い句風であり、山本健吉はその「タテ句」（発句）としての格の高さと正しさという点において、「4S」や新興俳句運動以後の俳人を含めても「ついに右に出るものは見当たらぬ」と評し、その句境を芭蕉の『猿蓑』調の現代における奪取というべき偉業として称えた。
作品は山梨の山間で創作したものが大半であるが、小説家を志望していたこともあり第一句集『山廬集』には小説的な発想をもつ句も多く含まれている。高浜虚子も『ホトトギス』に連載した「進むべき俳句の道」（1915年）において、「小説的」であることを（初期の）蛇笏の第一の特徴として挙げている。「死病得て」の句はそうした小説的・物語的な発想によって作られた句であるが、芥川龍之介はこの句に感銘を受けて以後蛇笏に傾倒、自身でも「労咳の頬美しや冬帽子」のような模作を作った。「たましひの」の句は、その芥川の死に寄せて詠まれた追悼句である。
「芋の露」の句は1914年に『ホトトギス』で2回目の巻頭に選ばれたときの句。蛇笏歿後の1963年（昭和38年）10月に門弟有志らにより甲府城二の丸に句碑が立てられた。句碑は1992年（平成4年）5月には甲府城跡の整備により、山梨県立文学館の所在する甲府市貢川の芸術の森公園内に移転される。生前に蛇笏は句碑の建立を拒んでいたため、これが蛇笏の唯一の句碑である。

## 著書

### 句集
- 『山廬集』 雲母社、1932年
- 『霊芝』 改造社、1937年
- 『山響（こだま）集』 河出書房、1940年
- 『白嶽』 起山書房、1943年
- 『心像』 靖文社、1947年
- 『春蘭』 改造社、1947年
- 『雪峡』 創元社、1951年
- 『家郷の霧』 角川書店、1956年
- 『椿花集』 角川書店、1966年

### 全句集
- 『飯田蛇笏全句集』 角川書店 1971年
- 『新編飯田蛇笏全句集』 角川書店 1985年
- 『飯田蛇笏集成』 角川書店（全7巻）、1995年。角川文化振興財団編
- 『飯田蛇笏全句集』 角川ソフィア文庫、2016年。解説井上康明

### 随筆集・紀行文
- 『穢土寂光』 野田書房、1936年
- 『土の饗宴』 小山書店、1939年
- 『美と田園』 育英書院、1941年
- 『旅ゆく諷詠』 人文書院、1941年
- 『田園の霧』 文体社、1943年
- 『北方覉旅の諷詠』 花樺会、1951年
- 『山廬随筆』 宝文館、1958年

### 評論・注釈集
- 『俳句道を行く』 素人社、1933年
- 『近代句を語る』 交蘭社、1935年
- 『俳句文芸の楽園』 交蘭社、1935年
- 『俳句文学の秋』 人文書院、1939年
- 『青年俳句とその批評』 厚生閣、1942年
- 『現代俳句秀作の鑑賞』 厚生閣、1943年
- 『現代俳句の批判と鑑賞』 創元社、1950年

## 関連文献
- 石原八束『飯田蛇笏』 角川書店、1997年。伝記 - 第12回俳人協会評論賞
- 丸山哲郎『飯田蛇笏秀句鑑賞』 富士見書房、2002年
- 福田甲子雄編 『飯田蛇笏　蝸牛俳句文庫』 蝸牛社、1996年
- 角川源義、福田甲子雄編 『飯田蛇笏　新訂俳句シリーズ・人と作品』 桜楓社、1980年